# ساشا
أليكساندر بول سيو (Alexander Paul CEO) و يعرف أكثر باسم ساشا (Sasha)من مواليد 4 سبتمبر 1969.هو دي جي ومنتج أسطوانات ويلزي، رشح للفوز بجائزة غرامي و هو من أحد القلائل الحائزين علي جائزة دي جي (بالإنجليزية: DJ Awards)‏ أربعة مراة وعلي جائزة موسيقى الرقص العالمية أربعة مراة (بالإنجليزية: international dance music awards)‏.

## الجوائز والترشيحات

### جوائز غرامي
| السنة | العمل المرشح                              | الصنف                          | النتيجة |
| ----- | ----------------------------------------- | ------------------------------ | ------- |
| 2005  | Felix da Housecat's "Watching Cars Go By" | أفضل تسجيل ريمكسرز، غير-تقليدي | رُشِّح     |

### جائزة دي جي (DJ awards)
| السنة | الجائزة   | العمل المرشح | الصنف                        | النتيجة |
| ----- | --------- | ------------ | ---------------------------- | ------- |
| 2000  | DJ Awards | Sasha        | Best Trance DJ               | رُشِّح     |
| 2002  | DJ Awards | Sasha        | Best Progressive House DJ    | رُشِّح     |
| 2003  | DJ Awards | Sasha        | Best Techouse/Progressive DJ | رُشِّح     |
| 2004  | DJ Awards | Sasha        | Best Techouse/Progressive DJ | رُشِّح     |
| 2005  | DJ Awards | Sasha        | Best Techouse/Progressive DJ | فوز     |
| 2006  | DJ Awards | Sasha        | Best Techouse/Progressive DJ | رُشِّح     |
| 2007  | DJ Awards | Sasha        | Best Techouse/Progressive DJ | رُشِّح     |
| 2008  | DJ Awards | Sasha        | Best Progressive House DJ    | فوز     |
| 2009  | DJ Awards | Sasha        | Best Progressive House DJ    | فوز     |
| 2010  | DJ Awards | Sasha        | Best Progressive House DJ    | فوز     |
| 2013  | DJ Awards | Sasha        | Best Tech House DJ           | رُشِّح     |

## روابط خارجية
- ساشا على موقع ميوزك برينز (الإنجليزية)
- ساشا على موقع أول ميوزيك (الإنجليزية)
- ساشا على موقع ديسكوغز (الإنجليزية)